# Pseudagkistrodon rudis
Pseudagkistrodon rudis är en ormart som beskrevs av Boulenger 1906. Pseudagkistrodon rudis är ensam i släktet Pseudagkistrodon som ingår i familjen snokar.
Denna orm förekommer i centrala, östra och sydöstra Kina. Den hittas även på Taiwan. Arten lever i kulliga områden och i bergstrakter mellan 600 och 2650 meter över havet. Habitatet varierar mellan buskskogar, bergsängar, växtligheten intill vattendrag samt klippiga områden. Individerna har grodor, paddor och ödlor som föda. De cirka 30 äggen kläcks inuti honans kropp så att levande ungar föds (ovovivipari).
Landskapets omvandling till människans behov är troligtvis lokalt ett hot mot beståndet. Hela populationen anses vara stabil. IUCN kategoriserar arten globalt som livskraftig.

## Underarter
Arten delas in i följande underarter:
- M. r. multiprefrontalis
- M. r. rudis